# Hemicentrus bicornis
Hemicentrus bicornis är en insektsart som beskrevs av Melichar. Hemicentrus bicornis ingår i släktet Hemicentrus och familjen hornstritar. Inga underarter finns listade i Catalogue of Life.